# Tert-ブチルアミン
tert-ブチルアミン（ターシャリーブチルアミン、英: tert-Butylamine）は、tert-ブチル基を持ち、化学式C4H11Nで表される脂肪族アミンの一種。

## 生成
2,2-ジメチルエチレンイミンまたはtert-ブチルフタルイミドの水素化により製造される。天然に存在することはきわめて稀である。

## 用途
農薬、医薬品、染料、加硫促進剤などの合成原料や中間体となる。

## 安全性
日本の消防法では第4類危険物第1石油類に分類されるほか、労働安全衛生法や船舶安全法などでも規制の対象となる。引火性があり、蒸気と空気の混合により爆発性の気体を生じる。催涙性および眼、皮膚、気道に対する腐食性がある。経口、吸入、経皮により吸収されると中枢神経や造血器官に障害が生じる。水生生物に対する毒性があり、環境中では分解されにくい。アミン臭があり、嗅覚閾値は0.17ppmである